# Волго-Вятский экономический район

Волго-Вятский район на карте России

Волго-Вятский район

Во́лго-Вя́тский экономи́ческий райо́н (ВВЭР) — один из 12 экономических районов Российской Федерации, состоит из 5 субъектов Федерации:
1. Республика Марий Эл
2. Республика Мордовия
3. Чувашская Республика
4. Кировская область
5. Нижегородская область

## Население
Численность населения — 8,44 млн чел. (2014), что составляет 5,86% от населения России. Урбанизация — 70%. Средняя плотность населения — 31,5 чел./км², заселён очень неравномерно. Население района многонационально: русские (около 80 %), украинцы, белорусы, марийцы, чуваши, мордва, татары. За последние годы резко возросло в Волго-Вятском экономическом районе число безработных, к 1995 году — около 400 тыс. чел., или более 7 % от всего трудоспособного населения района (в России — более 12 %). Средних и высших учебных заведений в ВВЭР насчитывается около 170, они находятся в крупных и средних городах и городских посёлках. Вузы, техникумы, училища, научно-исследовательские, проектные и конструкторские организации сосредоточены в основном в Нижнем Новгороде, Кирове, Дзержинске, а также в столицах республик. В ВВЭР сложились квалифицированные кадры рабочих традиционных профессий (металлургов, кожевников, печников, речников, деревообделочников и др.).

## Географическое положение
Территория района вытянута с юго-запада на северо-восток на 1000 км и находится в различных природных зонах: северная часть в лесной таёжной и южная — в лесостепной. Район расположен в Центральной России в бассейнах судоходных рек Волги, Оки, Вятки, граничит и находится в тесной экономической связи с Центральным, Поволжским, Уральским и Северным районами, представляющими собой мощные хозяйственные комплексы.